# پنجزاری مزین
پنجزاری مزین (نام علمی: Leiognathus lineolatus) یکی از گونه‌های پنجزاری‌ماهیان است. نام محلی آن در جنوب ایران فروکو وکالر می‌باشد.
این ماهی حد اکثر ۹ سانتی‌متر طول دارد و ارتفاع بدن او ۳ برابر طول سر و ۴ برابر طول بدنش است. سینهٔ آن فلس‌دار ولی سرش فاقد فلس می‌باشد و در آن دهانی کوچک و مایل به پایین دیده می‌شود. رنگ بدن ماهی در پشت مایل به سبز و در پهلوها نقره‌ای با خال‌های تیره است.
بالهٔ پشتی پنجزاری مزین دارای ۷–۸ شعاع سخت و ۱۴ شعاع نرم و بالهٔ مخرجی دارای ۳ شعاع سخت و ۱۴ شعاع نرم است.
محل زندگی این ماهی در آب‌های کم عمق ساحلی تا عمق۴۰ متری بوده و غذای آن نیز سخت پوستان می‌باشد.